# 鳥栖車站
鳥栖車站（日语：〔〕／ Tosu eki */?）是位於日本佐賀縣鳥栖市京町，屬於九州旅客鐵道（JR九州）的鐵路車站。此站是JR九州主幹線鹿兒島本線與長崎本線的交會車站，也是長崎本線的起點車站。所有的旅客列車均停靠此站。

## 車站構造
此站為島式月台3面6線的地面車站，與月台鄰接的本線以外還有通過線。

### 月台配置
| 月台 | 路線       | 方向 | 目的地                               | 備註                                                 |
| ---- | ---------- | ---- | ------------------------------------ | ---------------------------------------------------- |
| 1、2 | 鹿兒島本線 | 上行 | 二日市、博多、小倉方向               | 主要在1號月台發車                                    |
| 2    | 鹿兒島本線 | 下行 | 久留米、大牟田、熊本、八代方向       | 此站始發的區間快速、普通列車                         |
| 3    | 鹿兒島本線 | 上行 | 二日市、博多方向                     | 主要特急列車                                         |
| 3    | 長崎本線   | -    | 佐賀、江北、肥前大浦、長崎、早岐方向 | 此站始發的普通列車 （一部分列車在2、4、6號月台發車） |
| 4    | 鹿兒島本線 | 上行 | 二日市、博多、小倉方向               | 此站始發的快速列车 (日本)、區間快速、普通列車        |
| 4    | 鹿兒島本線 | 下行 | 久留米、大牟田方向                   | 一部分快速、區間快速、普通列車                       |
| 5    | 長崎本線   | -    | 佐賀、長崎、佐世保、豪斯登堡方向     | 特急「鷗」、「綠」、「豪斯登堡」                     |
| 5、6 | 鹿兒島本線 | 下行 | 久留米、大牟田、熊本方向             | 主要在6號月台發車                                    |
| 5、6 | 鹿兒島本線 | 下行 | 日田、由布院、大分方向               | 特急「由布」、「由布院之森」                         |

## 歷史
- 1889年12月11日：九州鐵道博多站～千歲川臨時停車場（日语：千歳川仮停車場）間開通，開業[1]
- 1891年8月20日：線道伸延至佐賀站[2]。
- 1903年7月：正式興建站房[3][4]
- 1907年7月1日：九州鐵道國有化[5]。
- 1911年：站房增建[4]。
- 1925年：開設鳥栖操車場[4]。
- 1945年8月11日：車站於「鳥栖空襲」中成為攻擊目標，但站房卻得以幸存[6]。
- 1984年：鳥栖操車場停用[4]。
- 1986年11月1日：貨物提取服務取消[7]。
- 1987年4月1日：國鐵分割民營化下，本站由九州旅客鐵道及日本貨物鐵道共同承繼[8]。
- 1990年3月10日：貨櫃提取服務開始。
- 1996年6月7日：東西自由通道「虹之橋」開通[9][4]。
- 2000年8月4日：裝設驗票閘門[10]。
- 2006年3月18日：JR貨物遷站至鳥栖貨物總站（日语：鳥栖貨物ターミナル駅）[11]。
- 2009年3月1日：開始可以使用IC卡「SUGOCA」[12]。
- 2010年11月：站前廣場及站前巴士站等周邊整備工事完成。
- 2015年12月15日：首次建議將車站高架化[13]
- 2025年8月，鳥栖市市長在市議會上宣布，2026年度將啟動在鳥栖站東側增設驗票閘口，以及新建與車站東西自由通道連結的月台跨線天橋的建設工程；而該工程預計耗時8年至11年完成[14][15][16]。

## 利用狀況
以下是本站的1日平均乘車人次：
| 乘客人次變化 | 乘客人次變化    | 乘客人次變化    |
| 年度         | 1日平均使用人次 | 1日平均乘車人次 |
| ------------ | --------------- | --------------- |
| 1998         | 12,980          | 6,430           |
| 1999         | 13,210          | 6,515           |
| 2000         | 13,224          | 6,534           |
| 2001         | 13,001          | 6,429           |
| 2002         | 12,957          | 6,419           |
| 2003         | 13,003          | 6,450           |
| 2004         | 12,906          | 6,409           |
| 2005         | 13,061          | 6,482           |
| 2006         | 13,228          | 6,569           |
| 2007         | 13,461          | 6,685           |
| 2008         | 13,675          | 6,791           |
| 2009         | 13,442          | 6,672           |
| 2010         | 13,473          | 6,696           |
| 2011         | 13,424          | 6,682           |
| 2012         | 13,550          | 6,748           |
| 2013         | 14,003          | 6,980           |
| 2014         | 13,741          | 6,840           |
| 2015         | 14,203          | 7,069           |
| 2016         | 14,145          | 7,039           |
| 2017         | 已無資料        | 7,145           |
| 2018         | 已無資料        | 7,162           |
| 2019         | 已無資料        | 7,132           |
| 2020         | 已無資料        | 5,207           |
| 2021         | 已無資料        | 5,557           |
| 2022         | 已無資料        | 6,030           |
| 2023         | 已無資料        | 6,475           |

## 相鄰車站
九州旅客鐵道
 鹿兒島本線
- 特急「有明」「海鷗」「綠」「豪斯登堡」「由布、由布院之森」停靠站

■快速
基山（JB12）－鳥栖（JB15）－久留米（JB17）
■區間快速
基山（JB12）－鳥栖（JB15）－（一部分停靠肥前旭站）－久留米（JB17）
■區間快速（一部分列車）、■普通
田代（JB14）－鳥栖（JB15）－肥前旭（JB16）
※一部分快速以此站為界變成普通列車。
 長崎本線
- 特急「海鷗」「綠」「豪斯登堡」停靠站

■區間快速
基山（鹿兒島本線） ← 鳥栖（JH01） ← 新鳥栖（JH02）
■普通
田代（鹿兒島本線）－鳥栖（JH01）－新鳥栖（JH02）

## 外部連結
- （日語）JR九州鳥栖站 （页面存档备份，存于）